# Головлёв, Алексей Алексеевич
Алексе́й Алексе́евич Головлёв (23 мая 1956; Грозный, Чечено-Ингушская АССР, СССР) — советский и российский географ. Доктор географических наук, доцент, профессор кафедры экологии и безопасности жизнедеятельности Самарского государственного экономического университета. Исследователь природы Кавказа и самарский краевед. Автор ряда научно-исследовательских монографий и большого количества статей в различных научных изданиях.

## Биография

### Советский период
В 1973 году Алексей Головлёв окончил полный курс средней общеобразовательной школы в городе Грозном, после чего поступил на географическое отделение биолого-химического факультета Чечено-Ингушского государственного университета. Будучи студентом, он в 1974 году стал действительным членом Чечено-Ингушского отдела Географического общества СССР.
В 1978 году Головлёв с отличием окончил географический факультет ЧИГУ, после чего был направлен на работу учителем географии и истории в Итум-Калинскую среднюю школу Советского района ЧИАССР, а после преподавал в Пригородненской средней школе Грозненского района. Кроме того, с 1979 по 1981 год Головлёв учился на отделении научного атеизма пропагандистского факультета Университета марксизма-ленинизма при Грозненском горкоме КПСС, где получил высшее политическое образование в системе партийной учёбы.
В 1985 году Головлёв окончил курсы экскурсоводов при Грозненском бюро путешествий и экскурсий Чечено-Ингушского областного совета по туризму и экскурсиям. В феврале 1985 года он был назначен ассистентом кафедры экономической географии ЧИГУ. В сентябре того же года в той же должности Головлёв был переведён на кафедру физической географии, а в октябре 1988 года ― на кафедру рационального природопользования и охраны природы ЧИГУ.
В 1980-х годах Головлёв также проходил обучение в заочной аспирантуре Московском институте инженеров землеустройства и 27 марта 1987 года защитил диссертацию на соискание учёной степени кандидата географических наук (присуждена в августе 1987) на тему «Ландшафты аридных котловин Чечено-Ингушетии в связи с перспективами сельскохозяйственного освоения земельных ресурсов». В ноябре 1989 года он был избран на должность доцента, а в сентябре 1991 года ему присвоено учёное звание доцента по кафедре рационального природопользования и охраны природы.

### Постсоветский период
В январе 1994 года Головлёв, уволившись из ЧИГУ, переехал в Краснодарский край, где устроился доцентом в Отрадненский университет (негосударственный вуз), ректором которого в то же время стал бывший проректор по научной работе ЧИГУ доцент А. И. Касаков. По сложному стечению обстоятельств Головлёв вынужден был работать там «вахтовым» методом, совершая поездки то в Грозный, то в Самару, куда также из Грозного вынуждены были переехать и все его родственники.
В июле 1996 году Головлёв был принят доцентом на кафедру размещения производительных сил (в дальнейшем преобразована в кафедру экономической и социальной географии) Самарской государственной экономической академии. С 2005 года работал на кафедре экономической и социальной географии вплоть до её упразднения в 2011 году.
23 декабря 2005 года Головлёв защитил диссертацию на соискание учёной степени доктора географических наук (присуждена 14 апреля 2006) на тему «Горные ландшафты Чеченской Республики и особенности их освоения». С апреля 2007 года он в должности профессора работал на кафедре экономической и социальной географии, с 2012 ― на кафедре национальной экономики и природных ресурсов, а с 2012 ― на кафедре экологии и безопасности жизнедеятельности Самарского государственного экономического университета.
Ныне Головлёв активно занимается изучением природы Сокольих гор, которые имеют геологическую общность с Жигулевскими горами, и природы горной Чечни.

## Основная библиография Алексея Головлёва
Диссертации
- Ландшафты аридных котловин Чечено-Ингушетии в связи с перспективами сельскохозяйственного освоения земельных ресурсов: Диссертация … кандидата географических наук. — М., 1987. — 193 с.
- Горные ландшафты Чеченской Республики и особенности их освоения: Автореферат диссертации … доктора географических наук. — Воронеж, 2005. — 39 с.

Книги
- Почвы Чечено-Ингушетии (Грозный, 1991, 349 с.) — в соавторстве с Н. М. Головлёвой.
- Природно-ресурсный потенциал горной Чечни: Проблемы хозяйственного освоения, восстановления и охраны ландшафтов (Ульяновск, 2007, 294 с., ISBN 978-5-91308-026-4)
- Очерки о Чечне: Природа, население, новейшая история (Ульяновск, 2007, 295 с., ISBN 978-5-91308-014-1)
- Историко-географический очерк станицы Грозненской: Страницы из прошлого репрессированной казачьей станицы (Ульяновск, 2009, 116 с., ISBN 978-5-904431-08-2)
- Методические указания к написанию контрольных работ по дисциплине [Почвоведение] (Ульяновск, 2010, 120 с., ISBN 978-5-904431-33-4)
- Н. С. Щербиновский как исследователь самарской природы (Ульяновск, 2010, 112 с., ISBN 978-5-904431-42-6)

Учебные пособия
- Природа Самарской области: Краснокнижные растения и животные, их охрана, биологические ресурсы (Ульяновск, 2008, 251 с., ISBN 978-5-91308-073-8)

Словари
- Словарь понятий и терминов по физической географии, экологии и природопользованию (Ульяновск, 2011, 431 с., ISBN 978-5-904431-60-0)

Статьи
Публиковал статьи в таких журналах как: «Самарская Лука: проблемы региональной и глобальной экологии» (ИЭВБ РАН), «Вестник Самарского университета. Естественнонаучная серия» (СНИУ им. академика С. П. Королёва), «Историческая демография» (ИЯЛИ Коми НЦ УрО РАН), «Экологический мониторинг и биоразнообразие» (ТюмГУ), «Фиторазнообразие Восточной Европы» (ИЭВБ РАН), «Известия Самарского научного центра РАН» (СамНЦ РАН), «Вестник Тамбовского университета. Серия: Естественные и технические науки» (ТГУ им. Г. Р. Державина), «Поволжский экологический журнал» (ред. журн.), «Нефтяное хозяйство» (ред. журн.), «Русский орнитологический журнал» (ред. журн.), «Самарский научный вестник» (СГСПУ), «Региональное развитие» (СГЭУ) и другие, а также в различных сборниках научных трудов.